# بشقابی کوتوله
اسکوتلاریا نانا (نام علمی: Scutellaria nana) نام یک گونه از تیره نعناعیان است.